# Vid Poteko
Vid Poteko (* 5. April 1991 in Celje, SFR Jugoslawien) ist ein slowenischer Handballspieler. Der 1,94 m große Kreisläufer spielte bis zum Sommer 2024 für den deutschen Bundesligisten Frisch Auf Göppingen und steht zudem im Aufgebot der slowenischen Nationalmannschaft.

## Karriere

### Verein
Vid Poteko begann im Alter von zwölf Jahren in seiner Heimatstadt beim RK Celje mit dem Handballsport. Ab der Saison 2010/11 gehörte er auch zum Kader der Profimannschaft, mit der er 2014, 2015, 2016 und 2017 die slowenische Meisterschaft, 2012, 2013, 2014, 2015, 2016 und 2017 den slowenischen Pokal sowie 2014, 2015 und 2016 den slowenischen Supercup gewann. Sein internationales Debüt gab er am 19. Februar 2011 in der EHF Champions League gegen Vive Kielce. Im Europapokal der Pokalsieger 2011/12 scheiterte er mit Celje erst im Halbfinale auf Grund der Auswärtstorregel am VfL Gummersbach. In der Champions League kam er 2012/13, 2013/14 und 2020/21 ins Achtelfinale. In 289 Spielen warf er 414 Tore für den slowenischen Rekordmeister.
Von 2017 bis 2019 lief Poteko für den belarussischen Serienmeister Brest GK Meschkow auf, mit dem er 2018 und 2019 Meister sowie 2018 Pokalsieger wurde. In der Champions League erreichte das Team in beiden Jahren das Achtelfinale.
Nach zwei Jahren kehrte der Kreisläufer nach Celje zurück, wo er 2019 erneut den Supercup sowie 2020 und 2022 die Meisterschaft errang. 
Zur Saison 2022/23 wechselte Poteko in die deutsche Bundesliga zu Frisch Auf Göppingen. Im Sommer 2024 verließ Poteko Frisch Auf Göppingen.

### Nationalmannschaft
In der slowenischen A-Nationalmannschaft debütierte Vid Poteko im Jahr 2013 bei den Mittelmeerspielen. Seitdem bestritt er 64 Länderspiele, in denen er 39 Tore erzielte.
Er stand im Aufgebot für die Europameisterschaft 2016 und die Weltmeisterschaft 2017, bei der er mit dem Team die Bronzemedaille gewann. Bei den Olympischen Spielen 2016 in Rio de Janeiro belegte er mit Slowenien den 6. Platz.

### Erfolge
mit dem RK Celje
- 6× slowenischer Meister: 2014, 2015, 2016, 2017, 2020 und 2022
- 6× slowenischer Pokalsieger: 2012, 2013, 2014, 2015, 2016 und 2017
- 4× slowenischer Supercupsieger: 2014, 2015, 2016 und 2019

mit dem Brest GK Meschkow
- 2× belarussischer Meister: 2018 und 2019
- 1× belarussischer Pokalsieger: 2018

mit der Nationalmannschaft
- Olympische Spiele: 6. Platz 2016
- Weltmeisterschaft: Bronze 2017
- Europameisterschaft: 14. Platz 2016
- Mittelmeerspiele: 5. Platz 2013